# لورينزو تاكر
لورينزو تاكر (بالإنجليزية: Lorenzo Tucker)‏ هو ممثل أمريكي، ولد في 27 يونيو 1907 بفيلادلفيا في الولايات المتحدة، وتوفي في 19 سبتمبر 1986 بهوليوود في الولايات المتحدة.

## وصلات خارجية
- لورينزو تاكر على موقع IMDb (الإنجليزية)
- لورينزو تاكر على موقع أول موفي (الإنجليزية)
- لورينزو تاكر على موقع قاعدة بيانات الفيلم (الإنجليزية)